# Quần đảo Désappointement

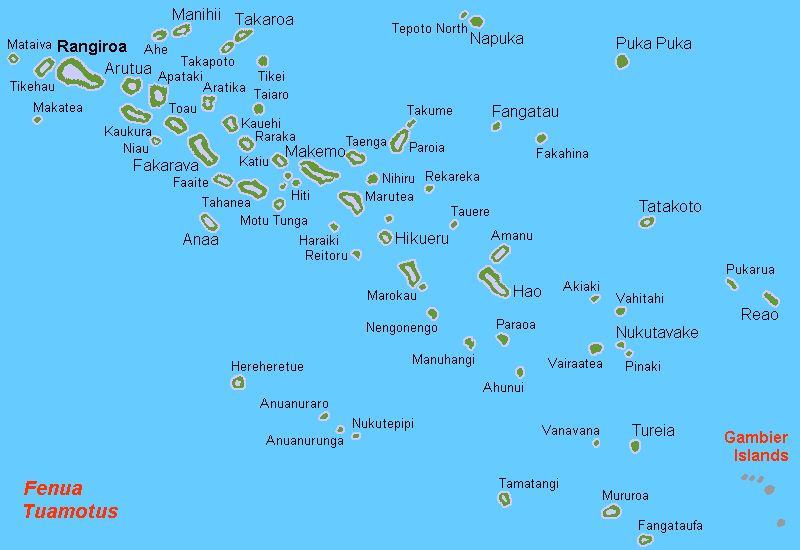
Quần đảo Désappointment nằm ở phía đông bắc của quần đảo Tuamotus.

Quần đảo Désappointement  (tiếng Pháp: Îles du Désappointement) là một phân nhóm của quần đảo Tuamotu thuộc Polynesia thuộc Pháp. Chúng nằm về phía đông bắc, cách xa nhóm Tuamotu chính.
Quần đảo Désappointement là một nhóm các đảo san hô nhỏ, bao gồm đảo Tepoto và đảo san hô Napuka. Puka-Puka, cách quần đảo 290 km (180 dặm) về phía đông nam, thường được tính trong nhóm đảo này.
Những hòn đảo này khô cằn và không thuận lợi cho con người sinh sống.

## Nhân khẩu học
Quần đảo Désappontement có dân cư thưa thớt. Cư dân chủ yếu là người Polynesia bản địa. Theo điều tra dân số năm 2002, dân số của các đảo như sau:
- Tepoto: 54
- Napuka: 257
- Puka-Puka: 197

## Quản lý
Về mặt hành chính, đảo Tepoto thuộc xã Napuka, trong khi Puka-Puka là một xã riêng.

## Lịch sử
Quần đảo Désappointement phía tây, Tepoto và Napuka, là nơi cư trú của những người di cư từ quần đảo Tuamotus lân cận, nhưng Puka-Puka là nơi cư trú của những người di cư từ Quần đảo Marquises, cách đó vài trăm km về phía đông bắc.
Người châu Âu đầu tiên nhìn thấy những hòn đảo này là Ferdinand Magellan trong chuyến thám hiểm năm 1520 của ông đến Philippines và Quần đảo Maluku. Ông gọi chúng là "Quần đảo không may" (Ilhas Desafortunadas) vì các thủy thủ của ông không thể tìm thấy nguồn nước nào ở đó để bố sung, trong khi đang trên đường đến Quần đảo Philippines.
Tiếp xúc tiếp theo của người châu Âu với đảo san hô Napuka chỉ diễn ra hai thế kỷ sau đó, vào năm 1765, với nhà thám hiểm người Anh John Byron. Ông đặt tên Napuka và Tepoto là "Disappointment Islands" bởi vì ông thấy người bản địa có thù địch với ông. Các đảo này cũng được Đoàn thám hiểm Hoa Kì đến vào năm 1839.